# Richard Schlenz
Richard Schlenz (20. ledna 1939 Lipsko – 27. srpna 1967 řeka Morava u Devína) byl německý modelář, který se v roce 1967 neúspěšně pokusil přeplavat řeku Moravu z Československa do Rakouska při útěku z Východního Německa.

## Život
Narodil se v roce 1939 v Lipsku. Po absolvování základní školy se stal slévačem oceli, ze zdravotních důvodů však toto zaměstnání musel později opustit. Posléze pracoval na různých stavbách a od února 1966 byl v Lipsku řidičem úklidové služby. Byl ženatý, bezdětný a podle pozdějších výpovědí sousedů uzavřený muž. Záměrem Schlenzova útěku na západ přitom nebyl jeho osobní prospěch, ale získání srdeční chlopně pro svou ženu, která měla problémy se srdcem.

## Pokus o útěk ze země
Z Východního Německa se definitivně rozhodnul uprchnout v srpnu 1967 spolu se třemi přáteli, Schlenz byl ze skupiny nejstarší. Po příjezdu do Československa přes Hřensko automobilem značky BMW odcestovala 26. srpna skupina směrem na Bratislavu, neboť jeden z nich místo, které chtěli překročit, dobře znal, protože v něm dříve trávil dovolenou.
Nedaleko hradu Devín vstoupili po překročení hraničního zátarasu do řeky Moravy a začali plavat směrem na západ. Byli však zpozorováni příslušníky Pohraniční stráže, kteří na ně začali střílet. Schlenz se střelám, stejně jako jeho přátelé, snažil vyhnout potopením do vody. Poblíž kamenné hráze, která se již nacházela na území Rakouska, byl poté zasažen střelou ze samopalu do mozku a na místě zemřel. Příslušníci pohraniční stráže posléze ještě ilegálně vstoupili na rakouské území s cílem zadržet Schlenze a zbylé uprchlíky. Celý incident přitom sledovalo několik rakouských občanů na rakouském břehu včetně několika rakouských rybářů. Ti byli přitom podle vyšetřování rakouské strany střelami přímo ohroženi.
Incident způsobil diplomatickou roztržku mezi Československem a Rakouskem. Vyšetřování případu bylo poté československými úřady zmanipulováno. Pohraničníci byli za své počínání odměněni. Po sametové revoluci byl jeden z pohraničníků, který po skupině střílel, v dubnu 2006 odsouzen k pětiletému podmíněnému trestu odnětí svobody. V srpnu 2016 byl případ uveden jako jeden z těch, které byly použity při podání trestních oznámení v Německu na bývalého československého premiéra Lubomíra Štrougala či generálního tajemníka ÚV KSČ Miloše Jakeše.
Schlenz byl pohřben ještě téhož měsíce na hřibitově v rakouském Hainburgu. Jeho žena zemřela o pět let později.